# Solon-Sprüche
Solon-Sprüche, op. 128, är en vals av Johann Strauss den yngre. Den spelades första gången den 19 januari 1853 i Wien.

## Historia
I slutet av 1852 drabbades Johann Strauss den yngre av utmattning och blev sängliggande i sex veckor. Under tiden beslöt familjen att brodern Josef Strauss skulle avlasta Johanns åtaganden som musiker och dirigent. Men till karnevalen 1853 var Johann åter på benen och ansvarig för alla de kompositioner som förväntades av balarrangörerna i Wien. Till juridikstudenternas bal komponerade han valsen Solon-Sprüche. Titeln härstammar från Solon, en av Greklands sju vise, den grekiske politikern som införde avsevärda reformer på sin tid, och politiska reformer i Österrike ville även studenterna och den breda allmänheten ha. Valsen kunde sålunda verka som en politisk signal för demokratiska reformer.
Valsen spelades första gången den 19 januari 1853 i Sofiensaal i Wien.

## Om valsen
Speltiden är ca 8 minuter och 38 sekunder plus minus några sekunder beroende på dirigentens musikaliska tolkning.

## Weblänkar
- Solon-Sprüche i Naxos-utgåvan.